# Armoriale dei comuni del Savo Meridionale
Questa pagina contiene le armi (stemma e blasonatura) dei comuni finlandesi appartenenti alla regione del Savo meridionale.
Regione del Savo Meridionale

## Comuni e città attuali
| Stemma | Nome del comune e blasonatura |
| ------ | --- |
|        | Enonkoski Mustassa kentässä kaksi hopea-airoa vinoristikkäin, saatteena neljä kulta-apilaa. (di nero, a due remi d'argento posti in decusse, accantonati da quattro trifogli d'oro) |
|        | Heinävesi Vihreässä kentässä aaltokoroinen hopeinen vastapalkki, jossa alatusten kolme kultaisilla ketjuilla sidottua vihreätä tukkilauttaa; vastapalkin yläpuolella kultainen ruoriratas. (di verde, alla sbarra ondata d'argento, caricata da tre zattere di tronchi del campo legate da catene d'oro, accompagnata in capo da un timone d'oro) |
|        | Hirvensalmi Kultakentässä musta, kävelevä hirvi, kaviot punaiset. (d'oro, all'alce passante di nero, unghiato di rosso) |
|        | Joroinen Kultakentässä musta, punavaruksinen häränpää edestäpäin, saatteena kolme mustaa kuulaa, joista pään yläpuolella yksi ja kummallakin sivulla yksi. (d'oro, al riscontro di toro di nero, cornato, illuminato e lampassato di rosso, accompagnato da tre torte di nero, una in capo e due ai fianchi) |
|        | Juva Mustassa kentässä risti, saatteena oikeassa ylänurkassa apilan lehti; kaikki kultaa. (di nero, alla croce d'oro, accompagnata da un trifoglio dello stesso nel primo cantone) |
|        | Kangasniemi Mustassa kentässä paaluttainen kultainen rukinlyhty, jossa lanka hopeaa. (di nero, al fuso rotante d'oro, con filo d'argento) |
|        | Kerimäki Aaltokorokatkoisen kilven mustassa yläkentässä kultainen kirkonkello, sen kultaisessa alakentässä musta, reunoihin ulottuva verkko. (troncato ondato di nero, alla campana d'oro, e d'oro, cancellato di nero) |
|        | Mikkeli Poikittain jaettu kilpi, jossa kuvataan sen yläkentässä kultaisella pohjalla Suomen marsalkan, vapaaherra C.G.E. Mannerheimin marsalkansauvaa kaksin kappalein vinoristisuunnassa sekä alakentässä mustalla pohjalla ylöspäin suunnattu Savon maakunnan kultainen jousi, jossa jänne, nuolenkärki ja sulitettu pyrstö ovat hopeaa. Vaakunakilven yläpuolella on ruotsalaismallinen kreivin kruunu ja kilven alapuolella vapaudenristi nauhasommitelmineen. (troncato: nel 1° d'oro, a due bastoni da maresciallo posti in decusse (del Maresciallo di Finlandia, barone C.G.E. Mannerheim); nel 2° di nero, all'arco d'oro, impugnato d'argento, armato di una freccia pure d'oro, con la punta e le penne d'argento. Sullo scudo una corona da conte e accollata a esso la Croce della Libertà con il suo nastro) |
|        | Mäntyharju Mustassa kentässä kaksi kaarityviöstä kasvavaa mäntyä, kaikki kultaa. (di nero, a due pini d'oro nascenti da una campagna curvata, il tutto d'oro) |
|        | Pertunmaa Punaisessa kentässä kultainen liekki, jossa musta tähkä. (di rosso, alla fiamma di tre lingue d'oro, caricata da un cereale di nero) |
|        | Pieksämäki Mustassa kentässä kolme hirsittäistä, hopeasulkaista kultavasamaa alatusten. (di nero, a tre bolzoni d'oro, impennati d'argento, posti uno sull'altro) |
|        | Punkaharju Sinisessä kentässä yläreunaltaan kuusikoroinen ja alareunaltaan aaltokoroinen hirsi, jonka yläpuolella kruunu; kaikki kultaa. (d'azzurro, alla fascia d'argento, ondata inferiormente e superiormente con linea di contorno ad abete, sormontata da una corona dello stesso) |
|        | Puumala Mustassa kilvessä kolme kilventyvestä kohoavaa hopeista sudenhammasta, joissa mustat, punaliekkiset kranaatit. (di nero, a tre pile rovesciate d'argento che toccano il capo, ogni pila caricata di una granata del campo infiammata di rosso) |
|        | Rantasalmi Kultakentässä musta, aaltokorkoinen palkki (d'oro, alla banda ondata di nero) |
|        | Ristiina Kilpi musta-kultakatkoinen, siinä pystyssä vuorovärinen jalkajousi, jonka jänne ja nuolen kärki ovat hopeaa; saatteena alakentässä jousen varren kummallakin puolella musta siipi. (troncato di nero e d'oro, alla balestra attraversante dell'uno all'altro cordata d'argento e armata di un dardo di nero armato d'argento, accostata in punta da due semivoli addossati di nero) |
|        | Savonlinna Sinisessä kentässä kultainen kolmitorninen linna, sen alapuolella hopeinen, alainen, aaltokoroinen hirsi, jonka alapuolelle jää musta tyviö, jossa pystyssä viritetty kultainen jousi; jousen jänne, nuolen kärki ja sulitettu pyrstö hopeaa. (troncato: nel 1° d'azzurro, al castello torricellato di tre pezzi d'oro; nel 2° di nero, alla fascia ondata d'argento sostenuta da un arco d'oro cordato d'argento e armato di una freccia pure d'oro con la punta e impennata d'argento) |
|        | Sulkava Mustassa kentässä reunasta toiseen ulottuva, hopeinen yksikaarinen kivisilta, jonka saatteena kultaiset männynkävyt, kolme yläpuolella, yksi alapuolella, kannat ylöspäin. (di nero, al ponte di un solo arco d'argento, murato di nero, accompagnato in capo da tre pigne d'oro ordinate in fascia e in punta da una pigna pure d'oro) |

## Municipalità disciolte e vecchie blasonature
| Stemma | Nome del comune e blasonatura |
| ------ | --- |
|        | Anttola Kultakentässä musta vinoristi, jossa kaksi kultaista suksikeihästä ristikkäin, sommat ylöspäin. (d'oro, alla croce di Sant'Andrea di nero, caricata da due bastoncini da sci del campo, posti in decusse, col manico a lancia verso la punta e gli anelli verso il capo) |
|        | Haukivuori Mustassa kentässä kolmoisvuoren yläpuolella hauki; kaikki kultaa. (di nero, al monte da tre cime nascente dalla punta sormontato da un luccio, il tutto d'oro) |
|        | Jäppilä Mustassa kentässä pystyssä kultahaahlat. (di nero, al gancio d'oro) |
|        | Kangaslampi Mustassa kentässä kultainen vesilehti. (di nero, alla foglia di ninfea rovesciata d'oro) |
|        | Mikkelin maalaiskunta Kilpi aaltokoroinen, musta-kulta-katkoinen. Yläkentässä jännitetty käsijousi nuolineen; kaikki kultaa, paitsi jousen jänne sekä nuolen kärki ja sulitettu pyrstö hopeaa. Alakentässä musta orsivaaka. (troncato ondato: nel 1° di nero, all'arco teso d'oro cordato d'argento, armato di una freccia pure d'oro con la punta d'argento e impennata dello stesso; nel 2° d'oro, alla bilancia di nero) |
|        | Pieksämäki (fino al 2007) Mustassa kentässä kultainen vinoristin ja apilaristin yhdistelmä. (di nero, alla croce trifogliata uscente da un decusse d'oro) |
|        | Pieksämäen maalaiskunta / Pieksänmaa (fino al 2007) Mustassa kentässä kolme hirsittäistä, hopeasulkaista kultavasamaa alatusten. (di nero, a tre bolzoni d'oro, impennati d'argento, posti uno sull'altro) |
|        | Savonranta Mustassa kentässä aaltokoroinen vasen pieli ja jännitetty käsijousi; kaikki kultaa (di nero, all'arco teso volto a destra d'oro; sinistrato ondato dello stesso) |
|        | Sääminki Sakarakorokatkoisen kilven kultaisessa yläkentässä musta oinaanpää edestäpäin, mustassa alakentässä aaltokoroinen kultahirsi, jossa punainen, yhdeksänhankainen kirkkovene. (troncato merlato d'oro, alla testa d'ariete in riscontro di nero, e di nero, alla fascia ondata d'oro caricata da una barca da chiesa di rosso, con nove scalmi)                                                                      |
|        | Virtasalmi Kultakentässä musta, reunoihin ulottuva, yläpuolelta sakarakoron rajoittama, kaksikaarinen silta. (d'oro, al ponte di due archi merlato di due pezzi interi e due metà di nero) |